# Iouri Ouchakov
Yuri Viktorovich Ushakov (in russo Юрий Викторович Ушаков?; Mosca, 13 marzo 1947) è un politico, funzionario e diplomatico russo, ambasciatore della Russia negli Stati Uniti dal 1998 al 2008. Dal 2012 è consigliere e assistente del presidente della Russia per le questioni inerenti la politica estera.
In particolare è stato coinvolto nelle trattative diplomatiche sul conflitto tra Ucraina e Russia, e sui rapporti bilaterali tra quest'ultima e gli USA.